# Боянское Евангелие

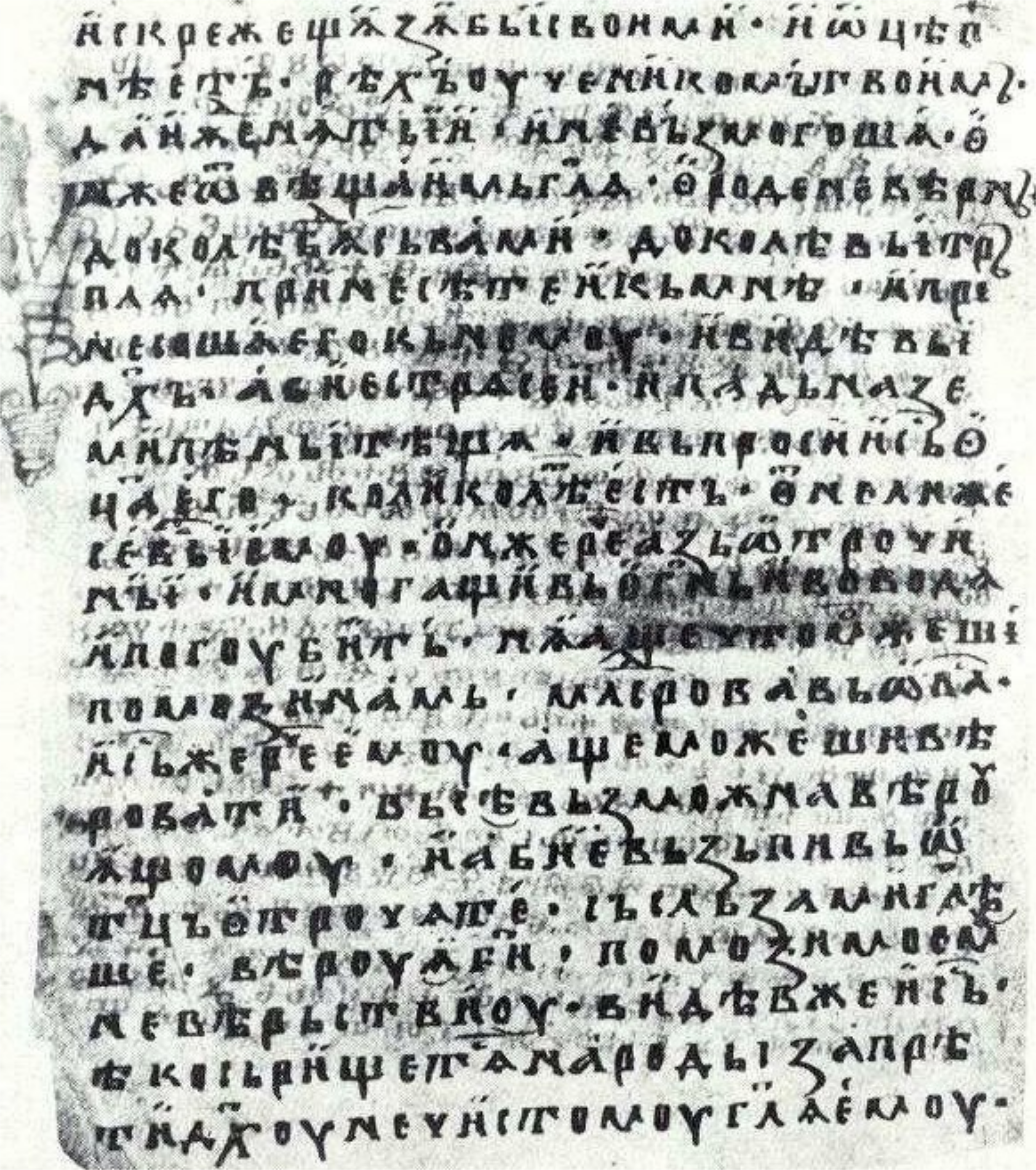
Боянский палимпсест

Боянское Евангелие (Боянский палимпсест) — глаголический старославянский текст Евангелия-апракос, датируемый концом XI века. В XII—XIII пергамент был счищен, и поверх было написано кириллицей также евангелие-апракос (описанное С. М. Кульбакиным под названием «Боянское Евангелие»). Рукопись нашел в 1845 году В. И. Григорович в Боянском монастыре около Софии (оттого она так и называется); после его смерти она поступила в Румянцевский музей — ныне Российская государственная библиотека в Москве, фонд 87, №8 /M. 1690.

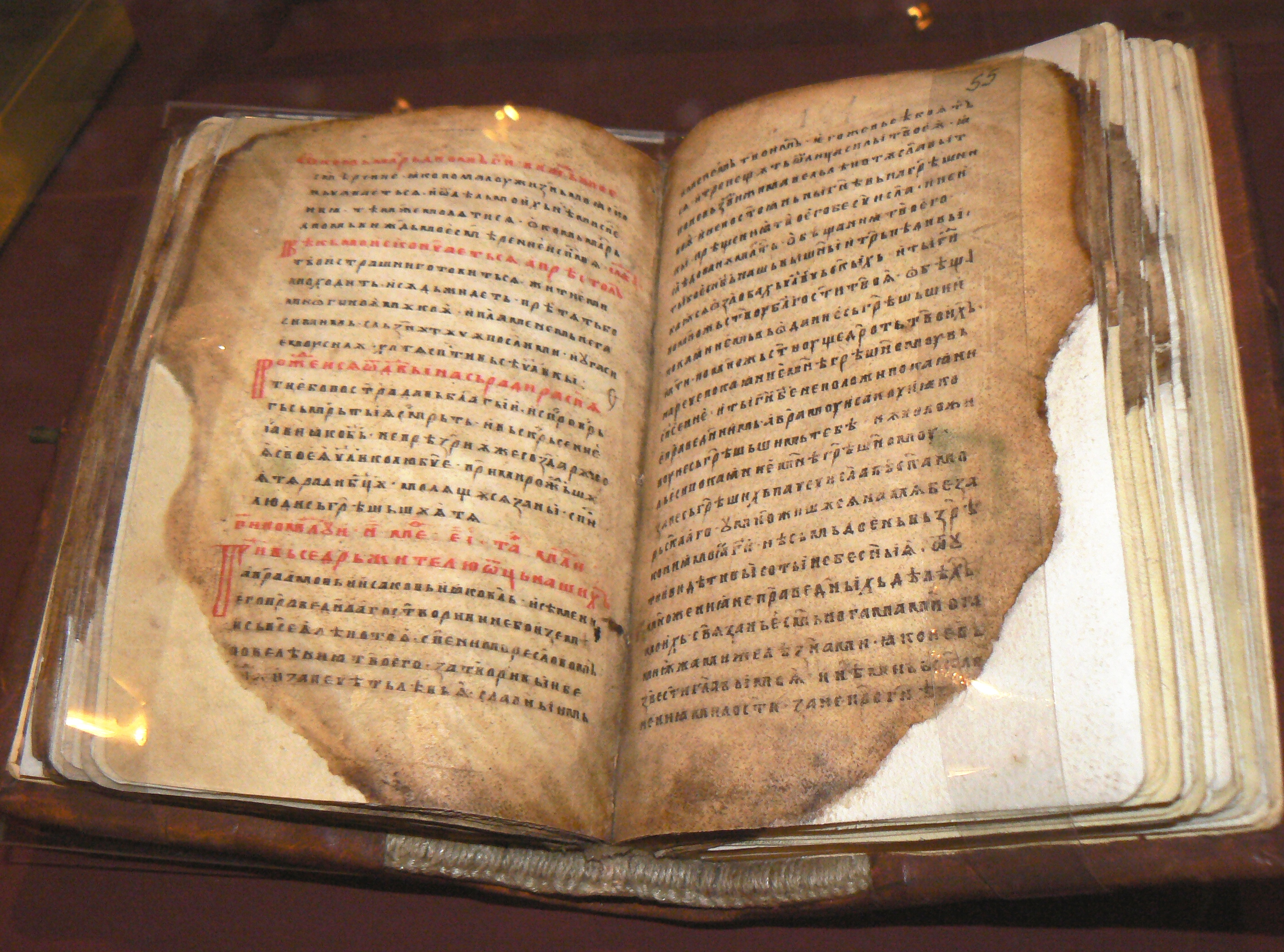
Боянский псалтирь

Глаголические буквы и отдельные слова удалось прочитать еще В. И. Григоровичу, позже также П.-Й. Шафарику и И. В. Ягичу. Значительную часть (26 страниц) первоначального глаголического текста прочитал И. Добрев, который издал его в кирилловской транслитерации (И. Добрев, Глаголическият текст на Боянския палимпсест, София, 1972).